# Parapolski Dol

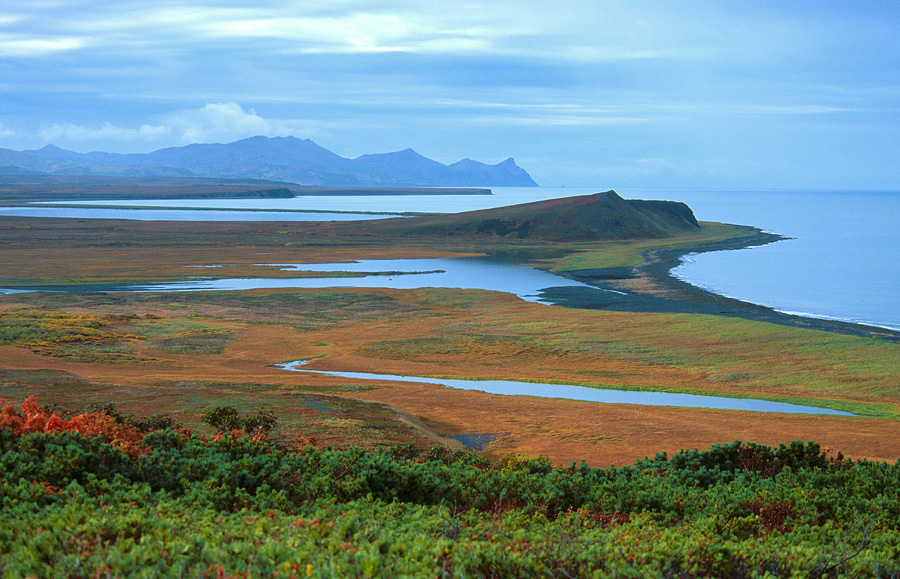
Reserva natural de Koriak

Parapolski Dol (en ruso: Парапольский дол) es un conjunto de tierras bajas al norte del krái de Kamchatka, al este de Rusia. Situada entre el golfo del Anádyr y la bahía del Pénzhina, separa el conjunto Kamchatka-Koriak de la Siberia nororiental.
Esta depresión, de 425 km de longitud, separa los montes de la Pénzhina (Penjina) de los montes de los Koriacos. Está situada a una altitud de 50 a 200 m. Las partes llanas de Parapolski Dol son pantanosas y contienen numerosos lagos pequeños. En las laderas crece principalmente la tundra y en particular el pino enano siberiano.
El nombre de Parapolski Dol procede probablemente del idioma chucoto y significa 'materias gruesas' en referencia a las zonas de alimentación abundantes para los ciervos, situadas en el valle.
Parapolski Dol forma parte de la Reserva natural de Koriak (3272 km²) y está inscrita en la lista de zonas húmedas protegidas por la Convención Ramsar, ya que cuenta con una de las mayores diversidades de aves de Asia.

## Sitio Ramsar
El sitio Ramsar de Parapolski Dol se encuentra al norte de la península de Kamchatka, en territorio koriako. Fue declarado sitio Ramsar en 1994 (61°37′N 165°46′E), con el número 693 y una extensión enorme, de 12.000 km². Es un ejemplo representativo de una llanura "alass" con grandes ríos ampliamente serpenteantes. Incluye numerosos lagos, meandros, ríos, arroyos, ciénagas de Sphagnum y Eriophorum, y pantanos flotantes ubicados en la vegetación de la tundra. Las comunidades de plantas de las depresiones "alass" son importantes como relictos de la tundra-estepa del Pleistoceno tardío. Los diversos hábitats incluyen una densa vegetación flotante, praderas, pinos enanos siberianos y bosques de alisos. El área es muy importante como área de paso, reproducción y muda para un gran número de diversas especies de aves acuáticas, y alberga varias especies raras de rapaces reproductoras. Los lagos proporcionan áreas de desove para valiosas especies de peces. Las actividades humanas son la cría tradicional de renos, la tala de madera a pequeña escala y la recolección de heno.